# 蓝印花布
蓝印花布指在白色布料上用靛蓝染出蓝白相间图案的中国传统纺织工艺品。
与其他传统防染工藝（绞缬、夹缬、蜡缬）相比，蓝印花布技艺的特点在于使用独特的刮漿防染工藝。

## 起源
据明正德年间的苏州方志记载，嘉定县城和安亭镇出产一种药斑布，初创于南宋嘉泰年间，具体工艺是在布料上涂抹化学品，然后染成蓝色，等晒干后再去掉化学品，就会显露出楼台、人物、花鸟等图案。

蓝印花布的产生，离不开蓝草种植、靛蓝制作和印染工业的发展，同时也受到绞缬、夹缬、蜡缬等印染技艺的影响，此外还与其他历史事件有关。宋代禁止民间使用夹缬，导致夹缬工艺衰落。油纸伞行业兴起，为蓝印花布技艺带来了关键的原料——桐油纸，使得镂花纸版代替了镂花木板，大大降低了制版的成本，也丰富了制版的种类。刮浆防染，相比夹缬，要高效得多。棉纺织业兴起，使得民间对印染加工产生了极大的需求。

## 图片
| - 蓝印花布花鸟纹布料 - 蓝印花布折枝花卉纹包头布 - 蓝印花布双喜纹包袱布 |